# Atenagora
Atenagora Atenski (Atena, oko 130. – Atena, oko 199.), kršćanski apologet iz 2. stoljeća, jedan prvih kršćanskih filozofa i svetac.

## Životopis
U svojoj apologiji "Molba za kršćane" naziva se filozofom kršćaninom iz Atene. Povjesničari Euzebije Cezarejski i Jeronim ne govore o njemu ništa.
Povjesničar Filip iz Side navodi kako je Atenagora želio pisati nešto protiv kršćana pa se, proučavajući Sveto pismo, obratio na kršćanstvo.
Neko vrijeme boravio je u Aleksandriji. Sposobnošću izražavanja, ljepotom jezika i jednostavnošću nadvisuje Justina. Stil mu je bez retorike i strogo filozofski s malo slika. Nikad ne gubi iz vida svoj predmet koji obrađuje, a u digresijama je kratak. Može se reći da je Atenagora pravi filozof.
Atenagora spada među prve koji dokazuju postojanje jednog Boga iz razuma, Krist je bio u Bogu odvijeka kao Logos i onda u svrhu stvaranja iz njega izišao, ali sam nije stvaranje. U argumentaciji Atenagora je svjestan ograničenja ljudskog uma u istraživanju božanskog svijeta gdje se sa sigurnošću može crpsti samo vjerom (Sveto pismo).

## Djela
- Legatio pro Christianis (Presbeia peri ton Christianon)

Djelo broji 37 poglavlja. Upravljeno je carevima Marku Aureliju i njegovu sinu Luciju Aureliju Komodu. U tom dijelu pobija optužbe koje se iznose protiv kršćana a to su: ateizam, tijestovske večere, edipovski seksualni čini. Atenagora odgovara na ove optužbe: ako su ti zločini istiniti nemojte nikome oprostiti sve kaznite. On se najviše bavi obranom na prvu optužbu.Ponajprije filozofskim tonom izlaže kršćansku nauku o Bogu, tražeći dodirne točke s tvrdnjama pjesnika i filozofa, a zatim i specifičnu posebnost kršćanstva. Dosta sam dokazao da mi nismo ateisti jer vjerujemo u jednoga svemogućega i vječnoga Boga kojeg čovjek ne može dokučiti, uhvatiti i koji se spoznaje samo duhom i razumom te koji je okružen neizrazivim svjetlom i ljepotom, duhom i moći – on je sve po svome logosu i stvorio i ukrasio i sve uzdržava.
- De resurrectione mortuorum (Peri anastaseos nekron)

Ovo djelo je izrazito filozofsko, jer Atenagora dokazuje uskrsnuće tijela razumom. Mogućnost uskrsnuća izvodi iz svemogućnosti Božje.Uskrsnuću se ne protivi ni Božja mudrost ni Božja pravednost. Uskrsnuće je potrebno jer čovjek po svojoj naravi je određen za vječnost a k naravi spada i tijelo.

### Članci
- Bodrožić, Ivan. 2021. Nepoznavanje Pisma je nepoznavanje Krista. Vrhbosnensia. Univerzitet u Sarajevu – Katolički bogoslovni fakultet. Sarajevo. 25 (2): 197–214

- Pavić - Tenšek, Patrologija, Zagreb 1993.
- T. Šagi-Bunić, Povijest kršanske književnosti, Zagreb 1976.

1. ↑  Bodrožić 2021, str. 203.